# Concilio de Elvira
El Concilio de Elvira o de Ilíberis (en latín: Concilium Eliberritanum) fue el primer concilio que se celebró en Hispania Bætica por la iglesia cristiana en el primer tercio del s.IV. Tuvo lugar en la ciudad de Ilíberis,  la actual ciudad de Granada transformada por entonces en un floreciente núcleo urbano conocido con el nombre de Florencia Iliberritana; en la actualidad no existe duda sobre la ubicación de la antigua Ilíberis o Iliberri en el barrio del Albaicín de Granada, no en un lugar cercano a la misma como se creía en épocas pasadas. Ya en el siglo XIX, A. Fernández-Guerra (1816-1894), lo manifiesta claramente cuando escribe: “La basílica y sus muchas inscripciones dedicatorias demuestran que Iliberri existió en el Albaicín de Granada”.
M. Gómez Moreno (1870-1970) lo confirma igualmente con numerosas aportaciones como puede verse en su obra Monumentos romanos y visigóticos de Granada, o en otras publicaciones posteriores en donde realiza diversas manifestaciones al respecto, como la siguiente: 
“La fama de dichas ruinas y hallazgos interesó a los eruditos granadinos del siglo XVI, con motivo de la cuestión batallona del asiento del Iliberri, al discutirla, el nombre de sierra Elvira venía siendo una obsesión para todos, ya vindicándolo como supervivencia de la antigua ciudad, fundados en la homonimia, ya para rebatir este argumento con subterfugios; porque su ignorancia de nuestra geografía medieval había encastillado sobre erróneas premisas a los litigantes hasta que Dozy enseñó la verdad, o sea, que Elvira, la de la sierra, se llamó Castilla y después Hádira (residencia) de Elbira, por alusión mediata y accidental a Iliberri, mientras los textos árabes identifican unánimes a esta con Granada. Antes de saberse ello, la contienda era justificada; mas como Elvira dejó pocos restos visibles, y esos baladíes, y los de Hurco se ostentaban grandiosos y en la misma línea respecto de Granada, hubo confusión, tomándolos por la Iliberri y suponiendo llegar hasta allí la sierra de Elvira, único asidero posible del engaño, cuando no una, sino dos cortaduras la aíslan del cerro de los infantes, cuya estructura geológica comprueba igualmente diversidad, ligándolo al macizo de la sierra de Parapanda, mas lejana”. 
En época mucho más reciente M. Sotomayor, por su parte, da por zanjada la cuestión en el siguiente artículo: “Dónde estuvo Iliberri? Una larga controversia ya superada en Granada en la época romana”. Esta certeza ha quedado confirmada además, por los importantes hallazgos arqueológicos que estos mismos autores y otros posteriores han sacado a la luz en el actual barrio del Albaicín de Granada, restos de la vieja Iliberri ya romanizada, en la que se celebró este concilio.
Este concilio fue uno de los más importantes llevados a cabo en las provincias, seguido por el Concilio de Arlés y el Concilio de Ancyra los cuales prepararían el camino para el primer Concilio ecuménico católico. Al Concilio de Elvira asistieron diecinueve obispos y veintiséis presbíteros de la península ibérica, así como diáconos y laicos.

## Historia
Su fecha es incierta, entre el 300 y el 324. En el primer caso sería anterior a la persecución de Diocleciano y en el segundo, posterior al Edicto de Milán de Constantino. Algunos autores como Louis Duchesne y Víctor de Clercq creen que fue entre el 300 al 303, antes de la persecución de Diocleciano; para otros se llevó a cabo antes del concilio de Arlés y entre el concilio de Nicea 303, 314 o 325.
Karl Josef von Hefele y Robert William Dale, Domenico Mansi y Jean Hardouin creen que se celebró entre 305 al 306 mientras que Hennecke concluye que fue "en tiempos de paz", sin pensar que inmediatamente viniera una persecución; esta ausencia de precisión alguna hace que no se conozca la fecha exacta". Marcelino Menéndez Pelayo considera también que es posterior a las persecuciones a los cristianos, ya que su reciente recuerdo marcó algunas de las decisiones tomadas en él.
Algunos investigadores creen que tuvo lugar en Hispania Bætica, en la ciudad de Granada o en algún lugar cercano, debido a que Elvira o Eliberri era como antiguamente se había conocido a Granada. Otros investigadores la identifican con Medina Elvira, una ciudad próxima a Granada, en las inmediaciones de la actual Atarfe, pero que después de la caída del Calífato de Córdoba y la creación de la Taifa Zirí de Granada la capital fue mudada a la actual localización de la ciudad de la Alhambra.
Allí los 19 obispos y 26 presbíteros en su mayoría de la Hispania Baetica y Carthaginensis se reunieron presumiblemente a instancia de Osio de Córdoba, pero bajo la presidencia del obispo Félix de Acci (actualmente Guadix), probablemente por ser el obispo más antiguo presente, con sus puntos de vista para restaurar el orden y disciplina dentro de la Iglesia Católica, a consecuencia de este concilio salieron otros cánones que serían asociados con el concilio de Elvira.
El Concilio de Elvira, por su antigüedad y su carácter de documento excepcional del cristianismo en Hispania, ha sido objeto de atención para averiguar el origen de este. Para algunos autores refleja una influencia de las comunidades cristianas de África.

## Los cánones
En sus 81 cánones, todos disciplinares, se encuentra la ley eclesiástica más antigua concerniente al celibato del clero, la institución de las vírgenes consagradas (virgines Deo sacratæ), referencias al uso de imágenes (de interpretación discutida), a las relaciones con paganos, judíos y herejes, y muchas otras, relativas a temas como matrimonio, bautismo, ayuno, excomunión, enterramiento, usura, vigilias, o cumplimiento de la obligación de asistir a misa. El objetivo era separar claramente al pueblo cristiano del gentil y evitar nuevas apostasías, caídas escandalosas y simuladas conversiones, con el fin de fortificarse ante el peligro de nuevas persecuciones.
En el concilio, se trató el tema de la separación de las comunidades judías que había en España, al mismo tiempo colocaron estrictas prohibiciones para alejar a los cristianos del ambiente pagano, estas prohibiciones iban desde las carreras de cuadrigas hasta el culto imperial. Este concilio sentó las bases de lo que sería la Iglesia en España. Entre los numerosos obispos asistentes encontramos a Osio de Córdoba, el obispo de Eliocroca y el obispo de Málaga San Patricio que ejerció su episcopado entre los años 290 y 307.
Víctor De Clercq apunta que "a excepción de Osio de Córdoba, no sabemos prácticamente nada de esos hombres, y ni sabemos con certeza cuando y donde fue tal concilio, y que la Iglesia de España fue una de las primeras antes de la Iglesia de Constantino" Sin embargo, Fernando de Mendoza en su obra "De Confirmando Concilio Iliberritano", incluye un estudio biográfico de todos y cada uno de los asistentes al Concilio, y, en particular, una extensa y elocuente biografía de Osio de Córdoba. Asimismo, este autor renacentista aporta un interesante acercamiento a la fecha y el lugar de celebración del concilio tras un minucioso estudio digno de encomio.
Del entorno social de los cristianos de Hispania, que tenían aun muy recientes en la memoria las atrocidades de los martirios de las persecuciones, se puede deducir el por qué en los cánones se prohíbe el casamiento y las relaciones sexuales con los judíos, los paganos y herejes, cerrando así las magistraturas de Flamen y Duumvir a los cristianos, prohibiéndoles el contacto con la idolatría y participar en cualquier otro festejo o juegos públicos paganos.
El obispo había adquirido control de los sacramentos, mientras los diáconos y presbíteros actuaban de acuerdo a sus órdenes; el episcopado aparece como una unidad, y con decretos disciplinarios los obispos estaban obligados a respetarse uno al otro
Los términos del canon primero, los cristianos no practicantes de la religión les estaba prohibido la santa comunión aun en articulo mortis o últimas palabras, una inusual y rigurosa aplicación de los principios del Novacianismo, la cual había dividido la iglesia desde su recuperación de las persecuciones a mediados del siglo tercero: comparado con la severidad de Cipriano de Cartago el tema principal de este canon es una indicación mayor de la fecha siguiente a la persecución.
Entre los últimos cánones, el canon 33 ordena la continencia total a todos los clérigos (obispos, presbíteros y diáconos), fuesen casados o no, es decir, a todos los que ministraban en el altar: "Plugo prohibir totalmente a los obispos, presbíteros y diáconos o a todos los clérigos puestos en ministerio, que se abstengan de sus cónyuges y no engendren hijos y quienquiera lo hiciere, sea apartado del honor de la clerecía." Este es el canon más antiguo existente sobre la disciplina que llevó al celibato eclesiástico, La obligación del celibato se considera consecuencia de la de una continencia perfecta y perpetua por el Reino de los Cielos.
El Concilio acudió a extirpar las antiguas supersticiones, que aún duraban. En catorce cánones relativos al matrimonio conminó bajo pena de excomunión a la mujer bígama (canon 8), al incestuoso (canon 66), al adúltero pertinaz (cánones 47 y 48), al infanticida (canon 63), al marido consentidor en el adulterio de su esposa (canon 70). También impuso otras penas rigurosas, aunque no tan graves como la excomunión a la mujer que abandone a su consorte (canon 9), a los padres que quiebren la fe de los esponsales (canon 54), a las casadas que dirijan en nombre propio a los laicos cartas amatorias o indiferentes (canon 81). Excluye para siempre de la comunión al reo de pecado nefando (canon 71), a las meretrices (canon 12), al clérigo fornicario (canon 18), a la virgen ofrecida a Dios que pierda su virginidad y no haga penitencia por toda la vida (canon 13), manda a sus obispos, presbíteros, diáconos, etc., abstenerse de sus mujeres (canon 33), y les prohíbe tenerlas propias o extrañas en su casa, como no sean hermanas o hijas ofrecidas a Dios (canon 27). Impone siete años de penitencia a la mujer que con malos tratamientos mate a su sierva (canon 5), lo cual constituye un primer paso de la Iglesia primitiva en la abolición de la esclavitud en sus dominios. Por último, el energúmeno no tendrá ministerio alguno en la Iglesia (canon 29). El canon 36, prohíbe las imágenes en las iglesias (comparado con la controversia iconoclasta del Este), permitiendo el bautismo a los laicos bajo ciertas condiciones; el canon 53, prohíbe a un obispo perdonar a una persona que ha sido excomulgada por otro obispo.

## Debate sobre la unidad de los cánones
Algunos expertos han puesto en duda que el conjunto de los 81 cánones date de comienzos del siglo IV y de un único sínodo o concilio y consideran que se trata de una colección completada solamente hacia el siglo VI o después. Maurice Meigne cree que solamente los primeros veintiún cánones en la lista que conocemos habían sido promulgados en Elvira; los demás habrían sido agregados después a la colección. Josep Vilella y Pere-Enric Barreda a partir de un minucioso análisis filológico propusieron dividir el cuerpo en tres secciones escritas en épocas diferentes y creyeron detectar además interpolaciones y modificaciones. En defensa de la unidad de los cánones según el punto de vista tradicional, se han pronunciado otros expertos como Manuel Sotomayor y Teresa Berdugo. Esta última autora ha realizado un reciente estudio filológico que confirmaría la unidad propia del Concilio en sí mismo considerado.